# Serge K. D. Sulz
Serge Klaus Dieter Sulz (* 1946 in Tübingen) ist ein deutscher Psychiater, Psychologe und Psychotherapeut.

## Leben
Sulz studierte Psychologie, Philosophie, Soziologie und Medizin an der Ludwig-Maximilians-Universität München, erhielt sein Diplom in Psychologie 1973 und wurde 1980 als Arzt approbiert und promoviert (Dr. med.), später auch zum Dr. phil. promoviert. Nach Tätigkeiten in der Psychiatrischen Klinik der Technischen Universität München (1980–1983), am Bezirkskrankenhaus Mainkofen (1983–1984) und in der Neurologischen Klinik der Technischen Universität München (1984) absolvierte er 1985 die Facharztprüfung Psychiatrie. Von 1985 bis 1987 war er in der Psychosomatischen Poliklinik der Technischen Universität München tätig. 1987 eröffnete er eine eigene Praxis. 1986 gründete er – geschäftsführend – zusammen mit Willi Butollo, Manfred Fichter und Rita Ullrich de Muynck die „Bayerische Akademie für Psychotherapie BAP“, ein verhaltenstherapeutisches Weiterbildungsinstitut. Er war auch Geschäftsführer der 2000 von Wolfgang Trauth und Christoph Schricker aufgebauten Tiefenpsychologischen und Analytischen Abteilung des Centrums für Integrative Psychotherapie CIP. Dies bis zur Auflösung der Gemeinnützigkeit des CIP und der Weitergabe durch ihn als Träger an eine privatwirtschaftliche Trägerschaft.
Seit 1982 ist Sulz als Dozent der Verhaltenstherapiewochen Freiburg engagiert und war von 1982 bis 1988 Dozent für Verhaltenstherapie des Bildungswerks des Bundes Deutscher Psychologen BDP. Zudem ist er seit 1985 Dozent des Ärztlichen Weiterbildungskreises für Psychotherapie ÄWK. 1987 erhielt er die LÄK-Anerkennung als Balintgruppenleiter. Von 1999 bis 2009 war er Präsident der Deutschen Ärztlichen Gesellschaft für Verhaltenstherapie DÄVT. Er ist Herausgeber und Schriftleiter der wissenschaftlichen Zeitschriften „Psychotherapie in Psychiatrie, Psychotherapeutischer Medizin und Klinischer Psychologie“ und „European Psychotherapy“. 2000 gründete er das Centrum für Integrative Psychosomatische Medizin, das eine psychosomatische Ambulanz und eine Fachambulanz für Alkoholkranke betreibt.
Seit 2008 ist Sulz Honorarprofessor für Verhaltensmedizin und Grundlagen der Kinder- und Jugendlichenpsychotherapie am Lehrstuhl für Sozial- und Gesundheitspädagogik der Katholischen Universität Eichstätt-Ingolstadt.

## Werk
Er ist der Begründer der strategischen Kurzzeittherapie (später umbenannt in Strategisch-Behaviorale Therapie, SBT). Die SBT ist eine verhaltenstherapeutische Psychotherapiemethode. Sie gründet auf der neo-piaget’schen psychologischen Entwicklungstheorie von Robert Kegan. Damit ist sie die einzige verhaltenstherapeutische Methode, die auf einer elaborierten Entwicklungstheorie menschlichen Verhaltens fußt. Dies ist eine Gemeinsamkeit, die die strategische Kurzzeittherapie mit den tiefenpsychologischen Psychotherapien teilt. Die SBT liegt in manualisierter Form vor. Darüber hinaus liegt ein spezifisches diagnostisches Instrumentarium für diese Therapie vor. Dabei geht es vor allem um die Diagnostik von Persönlichkeitsdimensionen und -strukturen und der dazugehörigen Konflikte.

## Schriften
- Depression Ratgeber. Alles, was Sie für das Verständnis und den Umgang mit Krankheit und Kranken wissen sollten. CIP-Medien, 1993, ISBN 3-9803074-1-7.
- Strategische Kurzzeittherapie. Wege zur effizienten Psychotherapie. CIP-Medien, 1994, ISBN 3-9803074-2-5.
- Praxis-Manual zur Strategischen Kurzzeittherapie- Strategische Entwicklung des Selbst und der Beziehungen. CIP-Medien, 1995, ISBN 3-9803074-4-1.
- Kurz-Psychotherapien. Wege in die Zukunft der Psychotherapie. CIP-Medien, 1998, ISBN 3-932096-02-9.
- Als Sisyphus seinen Stein losließ. Oder: Verlieben ist verrückt! CIP-Medien, 1999, ISBN 3-932096-03-7.
- Paartherapien – Von unglücklichen Verstrickungen zu befreiter Beziehung. CIP-Medien, 2000, ISBN 3-932096-06-1.
- Verhaltensdiagnostik und Fallkonzeption. Bericht an den Gutachter und Antragstellung. CIP-Medien, 2000, ISBN 3-932096-09-6.
- Von der Kognition zur Emotion. CIP-Medien, 2000, ISBN 3-932096-08-8.
- Von der Strategie des Symptoms zur Strategie der Therapie – Gestaltung von Prozess und Inhalt in der Psychotherapie. CIP-Medien, 2001, ISBN 3-932096-22-3.
- Von der Balintgruppe zur Interaktionellen Fallarbeit (IFA). Patientenzentrierte Selbsterfahrung zur Aus- und Weiterbildung und als Qualitätssicherung. CIP-Medien, 2002, ISBN 3-932096-27-4.
- Familien in Therapie. Grundlagen und Anwendung kognitiv-behavioraler Familientherapie. CIP-Medien, 2002, ISBN 3-932096-29-0.
- Die Psychotherapie entdeckt den Körper. Oder: Keine Psychotherapie ohne Körperarbeit? CIP-Medien, 2005, ISBN 3-932096-38-X.
- Internes Qualitätsmanagement in psychotherapeutischer Praxis und Ambulanz. Etablierung, Erweiterung und Kombination mit Qualitätszirkeln. CIP-Medien, 2005, ISBN 3-932096-41-X.
- Emotionen – Gefühle erkennen, verstehen und handhaben. CIP-Medien, 2005, ISBN 3-932096-41-X.
- Strategisch-Behaviorale Therapie SBT. Theorie und Praxis eines innovativen Psychotherapieansatzes. CIP-Medien, 2009, ISBN 978-3-932096-69-3.
- Supervision, Intervision und Intravision in Ambulanz, Klinik und Praxis. Konzeption und Durchführung im Rahmen kognitiv-behavioraler und integrativer Psychotherapie. CIP-Medien, 2007, ISBN 978-3-932096-48-8.
- Praxis-Manual Strategien der Veränderung von Erleben und Verhalten. 4. Auflage. CIP-Medien, München 2009, ISBN 978-3-932096-78-5.
- mit S. Höfling (Hrsg.): ... und er entwickelt sich doch! Entwicklung durch Psychotherapie. CIP-Medien, München 2010, ISBN 978-3-932096-84-6.
- mit J. Antoni, R. Hagleitner und L. Spaan: Psychotherapiekarten für die Praxis. Alkoholabhängigkeit. PKP-Handbuch. CIP-Medien, München 2012, ISBN 978-3-86294-008-0.
- mit B. Deckert: Psychotherapiekarten für die Praxis. Depression. PKP-Handbuch. CIP-Medien, München 2012, ISBN 978-3-86294-009-7.
- Psychotherapie-Grundkurs und Praxisleitfaden: Therapie-Durchführung in Klinik und Praxis. PKP-Handbuch. CIP-Medien, München, 2012, ISBN 978-3-86294-010-3.
- als Hrsg.: Psychotherapie ist mehr als Wissenschaft. Ist hervorragendes Expertentum durch die Reform gefährdet? CIP-Medien, München 2014, ISBN 978-3-7386-0327-9.
- mit S. Burkhardt (Hrsg.): Das Coaching-Fallbuch : 13 Berichte über effektive Business-Coachings ; mit einer Einführung in das strategische Coaching. CIP-Medien, München 2014, ISBN 978-3-7386-0327-9.
- mit M. Sichort-Hebing und P. Jänsch: Psychotherapiekarten für die Praxis. Angst & Zwang. PKP-Handbuch. CIP-Medien, München 2015, ISBN 978-3-86294-034-9.
- als Hrsg.: Von der Psychotherapie-Wissenschaft zur Kunst der Psychotherapie. Die Kunst des Heilens lehren der Patient und der erfahrene Psychotherapeut. CIP-Medien, München, 2015, ISBN 978-3-7386-0140-4.
- Gute Verhaltenstherapie lernen und beherrschen. Band 1: Verhaltenstherapie-Wissen: So gelangen Sie zu einem tiefen Verständnis des Menschen und seiner Symptome. (= CIP-Medien im Psychosozialverlag). Gießen 2017, ISBN 978-3-86294-046-2.
- Gute Verhaltenstherapie lernen und beherrschen. Band 2: Verhaltenstherapie-Praxs: Alles was Sie für eine gute Therapie brauchen.  (= CIP-Medien im Psychosozialverlag). Gießen, 2017, ISBN 978-3-86294-047-9.
- Gute Kurzzeittherapie in 12 plus 12 Stunden. Für PsychotherapeutInnen, die sich in Kurzzeittherapie einarbeiten wollen.  (= CIP-Medien im Psychosozialverlag). Gießen 2017, ISBN 978-3-86294-048-6.
- Verhaltensdiagnostik und Fallkonzeption. Verhaltensanalyse - Zielanalyse - Therapieplan. Bericht an den Gutachter und Antragstellung. VDS-Handbuch. 7. Auflage. CIP-Medien, München, 2017, ISBN 978-3-86294-051-6.
- E. Leibing, W. Hiller, S. K. D. Sulz (Hrsg.): Lehrbuch der Psychotherapie für die Ausbildung zur/zum Psychologischen PsychotherapeutIn und für die ärztliche Weiterbildung. Band 3: Verhaltenstherapie. 2., überarb. u. erw. Neuaufl. Psychosozial-Verlag, Gießen 2019, ISBN 978-3-86294-071-4.
- Forschungsbericht Projekt Risiken der Betreuung in Kinderkrippen - Neue empirische Studien. (= CIP-Medien im Psychosozialverlag). Gießen, 2019, ISBN 978-3-86294-067-7.
- Kurz-Psychotherapie mit Sprechstundenkarten. Wirksame Interventionen bei Depression, Angst- und Zwangserkrankungen, Alkoholabhängigkeit und chronischem Schmerz. Psychosozial-Verlag, Gießen 2020, ISBN 978-3-8379-3019-1.
- mit J. Antoni und R. Hagleitner: Psychotherapie der Alkoholabhängigkeit. Kohlhammer, Stuttgart, 2020, ISBN 978-3-17-036833-0.
- mit U. Gräff-Rudolph: Supervision in der Verhaltenstherapie. Kohlhammer, Stuttgart 2020, ISBN 978-3-17-034235-4.
- Mit Gefühlen umgehen. Praxis der Emotionsregulation in der Psychotherapie. Psychosozial-Verlag, Gießen 2021, ISBN 978-3-8379-3058-0.
- Mentalisierungsfördernde Verhaltenstherapie. Entwicklung von Affektregulierung, Selbstwirksamkeit und Empathie. Psychosozial-Verlag, Gießen, 2021, ISBN 978-3-8379-3116-7.
- Heilung und Wachstum der verletzten Seele. Praxisleitfaden Mentalisierungsfördernde Verhaltenstherapie. Psychosozial-Verlag, Gießen 2022, ISBN 978-3-8379-3141-9.